# BWF International Challenge 2019
Die BWF International Challenge 2019 war die 13. Auflage der BWF International Challenge im Badminton.

## Turniere und Sieger
| Veranstaltung | Herreneinzel                  | Dameneinzel              | Herrendoppel                               | Damendoppel                             | Mixed                                          |
| ------------- | ----------------------------- | ------------------------ | ------------------------------------------ | --------------------------------------- | ---------------------------------------------- |
| Iran          | Kunlavut Vitidsarn            | Supanida Katethong       | Adnan Maulana Ghifari Anandaffa Prihardika | Nita Violina Marwah Putri Syaikah       | nicht ausgetragen                              |
| Österreich    | Mark Caljouw                  | Wang Zhiyi               | Guo Xinwa Liu Shiwen                       | Liu Xuanxuan Xia Yuting                 | Robin Tabeling Selena Piek                     |
| Polen         | Kunlavut Vitidsarn            | Wei Yaxin                | Lee Jhe-huei Yang Po-hsuan                 | Chisato Hoshi Aoi Matsuda               | Ben Lane Jessica Pugh                          |
| Japan         | Koki Watanabe                 | Saena Kawakami           | Ko Sung-hyun Shin Baek-cheol               | Sayaka Hobara Natsuki Sone              | Kim Won-ho Jeong Na-eun                        |
| Finnland      | Kunlavut Vitidsarn            | Julie Dawall Jakobsen    | Muhammad Shohibul Fikri Bagas Maulana      | Erina Honda Nozomi Shimizu              | Rehan Naufal Kusharjanto Lisa Ayu Kusumawati   |
| Vietnam       | Firman Abdul Kholik           | Hirari Mizui             | Kenas Adi Haryanto Rian Agung Saputro      | Nita Violina Marwah Putri Syaikah       | Hiroki Midorikawa Natsu Saito                  |
| Brasilien     | Misha Zilberman               | Lianne Tan               | Satwiksairaj Rankireddy Chirag Shetty      | Rachel Honderich Kristen Tsai           | Robin Tabeling Selena Piek                     |
| Dänemark      | Hans-Kristian Vittinghus      | Mia Blichfeldt           | Shohei Hoshino Yujiro Nishikawa            | Saori Ozaki Akane Watanabe              | Ronan Labar Anne Tran                          |
| Aserbaidschan | Rasmus Gemke                  | Phittayaporn Chaiwan     | Mark Lamsfuß Marvin Seidel                 | Chloe Birch Lauren Smith                | Thom Gicquel Delphine Delrue                   |
| Spanien       | Kunlavut Vitidsarn            | Phittayaporn Chaiwan     | Mathias Boe Mads Conrad-Petersen           | Gabriela Stoeva Stefani Stoeva          | Ben Lane Jessica Pugh                          |
| Mongolei      | Kodai Naraoka                 | Supanida Katethong       | Kim Won-ho Park Kyung-hoon                 | Shinta Mulia Sari Crystal Wong Jia Ying | Mak Hee Chun Chau Hoi Wah                      |
| Russland      | Iskandar Zulkarnain Zainuddin | Evgeniya Kosetskaya      | Nikita Khakimov Alexandr Zinchenko         | Yukino Nakai Nao Ono                    | Rodion Alimov Alina Davletova                  |
| Nigeria       | Nguyễn Tiến Minh              | Neslihan Yiğit           | Jones Ralfy Jansen Peter Käsbauer          | Pooja Dandu Sanjana Santosh             | M. R. Arjun Maneesha Kukkapalli                |
| Ukraine       | Mark Caljouw                  | Qi Xuefei                | Ben Lane Sean Vendy                        | Chloe Birch Lauren Smith                | Paweł Śmiłowski Magdalena Świerczyńska         |
| Belgien       | Lakshya Sen                   | Line Christophersen      | Ben Lane Sean Vendy                        | Gabriela Stoeva Stefani Stoeva          | Ben Lane Jessica Pugh                          |
| Australien    | Ng Tze Yong                   | Natsuki Nidaira          | Kim Duk-young Kim Sa-rang                  | Rin Iwanaga Kie Nakanishi               | Joshua Hurlburt-Yu Josephine Wu                |
| Malediven     | Kaushal Dharmamer             | Iris Wang                | Keiichiro Matsui Yoshinori Takeuchi        | Sayaka Hobara Natsuki Sone              | Chaloempon Charoenkitamorn Chasinee Korepap    |
| UAE           | Kodai Naraoka                 | Mako Urushizaki          | Keiichiro Matsui Yoshinori Takeuchi        | Rin Iwanaga Kie Nakanishi               | Rodion Alimov Alina Davletova                  |
| Indonesien    | Ikhsan Rumbay                 | Asuka Takahashi          | Kang Min-hyuk Kim Jae-hwan                 | Anggia Shitta Awanda Pia Zebadiah       | Zachariah Josiahno Sumanti Hediana Julimarbela |
| Ungarn        | Pablo Abián                   | Neslihan Yiğit           | Kim Duk-young Kim Sa-rang                  | Rachel Honderich Kristen Tsai           | Kim Sa-rang Kim Ha-na                          |
| Irland        | Toma Junior Popov             | Qi Xuefei                | Jones Ralfy Jansen Peter Käsbauer          | Amalie Magelund Freja Ravn              | Mathias Christiansen Alexandra Bøje            |
| Malaysia      | Cheam June Wei                | Wang Zhiyi               | Hiroki Midorikawa Kyohei Yamashita         | Natsu Saito Naru Shinoya                | Dong Weijie Chen Xiaofei                       |
| Nepal         | Phạm Cao Cường                | Porntip Buranaprasertsuk | Manu Attri B. Sumeeth Reddy                | Setyana Mapasa Gronya Somerville        | Supak Jomkoh Supissara Paewsampran             |
| Indien        | Sheng Xiaodong                | Porntip Buranaprasertsuk | Manu Attri B. Sumeeth Reddy                | Pearly Tan Thinaah Muralitharan         | Hoo Pang Ron Cheah Yee See                     |
| Schottland    | Lakshya Sen                   | Qi Xuefei                | Alexander Dunn Adam Hall                   | Amalie Magelund Freja Ravn              | Mathias Christiansen Alexandra Bøje            |
| Bangladesch   | Lakshya Sen                   | Nguyễn Thùy Linh         | Chang Yee Jun Tee Kai Wun                  | Pearly Tan Thinaah Muralitharan         | Hoo Pang Ron Cheah Yee See                     |
| Italien       | Christo Popov                 | Carolina Marín           | Bjarne Geiss Jan Colin Völker              | Gabriela Stoeva Stefani Stoeva          | Vladimir Ivanov Ekaterina Bolotova             |
| USA           | Kodai Naraoka                 | Vũ Thị Trang             | Chen Xin-yuan Lin Yu-chieh                 | Setyana Mapasa Gronya Somerville        | Joshua Hurlburt-Yu Josephine Wu                |